# Баден-Пауэлл, Агнес
Агнес Смит Баден-Пауэлл (англ. Agnes Smyth Baden-Powell, 16 декабря 1858 — 2 июня 1945 года) — младшая сестра Роберта Баден-Пауэлла, наиболее известна своей работой по созданию гайдовского движения и соратница старшего брата в организации скаутского движения.

## Ранние годы
Агнес была девятым ребёнком в семье из четырнадцати детей, и третьей дочерью своего отца, преподобного Баден Пауэлла, который занимал должность профессора геометрии в Оксфордском университете. Её мать, Генриетта Грейс Смит, дочь адмирала Уильяма Генри Смита и Аннареллы Уоррингтон, была третьей женой Бадена Пауэлла.
Когда Агнес было только два года лет, Баден Пауэлл умер. В его честь мать Агнес изменила фамилию, и семейство стало известно как Баден-Пауэлл.
После смерти Пауэлла семью возглавила мать, которая была полна решимости привить своим детям стремление к успеху. Роберт Баден-Пауэлл говорил: «Причина моих достижений — в матери».
Агнес выбрала карьеру музыканта, играла на органе, фортепиано и скрипке. Её многочисленные интересы включали естественную историю и астрономию, она держала дома пчёл, птиц и бабочек. Вместе с братом Баденом Флетчером Смитом Баден-Пауэллом она изготовила из шёлка воздушный шар, на котором неоднократно поднималась в воздух. Позже она помогала брату в строительстве самолёта. В 1938 году Агнес стала почетным компаньоном Королевского общества аэронавтики.
Несколько лет Агнес Баден-Пауэлл возглавляла вестминстерское отделение Красного Креста и работала в Лиге милосердия и Гильдии рукоделия королевы Мэри.

## Гайдовское движение
После создания Ассоциации бойскаутов Роберт Баден-Пауэлл организовал сбор членов организации в Хрустальном дворце в Лондоне в 1909 году. Он был удивлён, увидев среди множества скаутов девочек, проникших на мероприятие без приглашения. Нормы общественной морали того времени не допускали совместных мероприятий для мальчиков и девочек, и нараставшее давление общественности вынудило Роберта Баден-Пауэлл рассмотреть вопрос о создании отдельной организации девочек-скаутов. После неудачных попыток найти спонсоров он обратился к своей сестре Агнес, которая неохотно согласилась принять на себя организацию новой группы. Характер Агнес Баден-Пауэлл отлично подходил для противодействия негативным мнениям о новом гайдовском движении. Один из друзей Агнес писал:
Всем, кто узнавал Агнес, её мягкое обращение, её интерес к женственным искусствам, её любовь к птицам, насекомым и цветам, осознавали смехотворность идеи, что она возглавит кадетский корпус амазонок.
В 1909 году Роберт Баден-Пауэлл издал Pamphlet A: Baden-Powell Girl Guides, a Suggestion for Character Training for Girls и Pamphlet B: Baden-Powell Girl Guides, a Suggestion for Character Training for Girls, которые стали предшественниками книги-руководства для девочек-гайдов.
К апрелю 1910 года насчитывалось 6000 молодых девушек, зарегистрированных в качестве девушек-гайдов. В 1912 году Агнес сформировала 1st Lone Company (подразделение для девушек, не имеющих возможности участвовать в общих встречах) и де-факто стала президентом Ассоциации девушек-гайдов.
Одновременно Агнес готовила первое издание руководства для девочек. Озаглавленное The Handbook for the Girl Guides or How Girls Can Help to Build Up the Empire, оно было опубликовано в 1912 году. В целом книга являлась переработанным «Скаутингом для мальчиков», написанным Робертом Баденом-Пауэллом несколькими годами ранее. Гайдовское движения получило официальное признание в 1915 году. В 1916 на должность главного гайда была избрана Олав Баден-Пауэлл, а Агнес был предложен почётный пост президента, который она неохотно приняла.
В 1917 году, под внешним давлением, Агнес подала в отставку с президентского поста, уступив место принцессе Марии, которая также была ревностным сторонником движения.
Агнес оставалась вице-президентом ассоциации до смерти в 1945 году.